# Henk Fraser
Henk Fraser (ur. 7 lipca 1966 w Paramaribo) – holenderski piłkarz grający na pozycji środkowego obrońcy.

## Kariera klubowa
Fraser jak większa część czarnoskórych piłkarzy holenderskich pochodzi z Surinamu. Do Holandii przyjechał z rodzicami jako dziecko Piłkarską karierę młody Henk rozpoczynał w małym prowincjonalnym klubie RFC Roermond. Jego pierwszym poważnym klubem była Sparta Rotterdam, do której trafił w 1984 roku i wtedy też zadebiutował w Eredivisie. W Sparcie Fraser grał przez 2 sezony, ale nie sprawdził się i nie zdołał przebić do pierwszego składu. W 1986 roku Henk przeszedł do FC Utrecht. Tutaj grał w pierwszym składzie jako pomocnik i zdobył aż 10 goli w lidze (w sezonie 1986/1987), co było jego najlepszym dorobkiem w karierze. W 1988 roku Fraser przeszedł do Rody Kerkrade. W tym samym sezonie doszedł z Rodą do finału Pucharu Holandii, w którym klub przegrał 2:3 po dogrywce z PSV Eindhoven. W Rodzie rozwijał się piłkarsko i stał się jednym z najlepszych obrońców ligi.
Latem 1990 Fraser przeszedł do Feyenoordu za 2 miliony guldenów. W jednej linii obrony grał z Johnem Metgodem i Johnem de Wolfem. Już w pierwszym sezonie osiągnął z Feyenoordem sukces, jakim było zdobycie krajowego pucharu. W 1992 Feyenoord z Henkiem w składzie powtórzył ten sukces, a w lidze Fraser znów zaprezentował dobrą skuteczność – zdobył 6 goli. W sezonie 1992/1993 Fraser po raz pierwszy karierze wywalczył mistrzostwo kraju (Feyenoord miał 2 punkty przewagi nad PSV). Od tego czasu Fraser tracił jednak pozycję w zespole i coraz częściej siadał na ławce rezerwowych. W 1994 i 1995 dwa razy z rzędu ponownie zdobywał Puchar Holandii, ale w sezonie 1995/1996 stracił miejsce w składzie i zagrał ledwie w 1 ligowym meczu, w kolejnych dwóch po 7 meczów. W sezonie 1998/1999 Feyenoord zdobył mistrzostwo kraju, ale Fraser nie wystąpił w żadnym meczu i zdecydował się zakończył karierę piłkarską.
| Sezon   | Klub             | Kraj     | Rozgrywki            | Mecze | Bramki |
| ------- | ---------------- | -------- | -------------------- | ----- | ------ |
| 1984/85 | Sparta Rotterdam | Holandia | Eredivisie           | 8     | 0      |
| 1985/86 | Sparta Rotterdam | Holandia | Eredivisie           | 4     | 0      |
| 1986/87 | FC Utrecht       | Holandia | Eredivisie           | 30    | 10     |
| 1987/88 | FC Utrecht       | Holandia | Eredivisie           | 28    | 2      |
| 1988/89 | Roda JC Kerkrade | Holandia | Eredivisie           | 31    | 3      |
| 1989/90 | Roda JC Kerkrade | Holandia | Eredivisie           | 27    | 3      |
| 1990/91 | Feyenoord        | Holandia | Eredivisie           | 23    | 2      |
| 1991/92 | Feyenoord        | Holandia | Eredivisie           | 26    | 6      |
| 1992/93 | Feyenoord        | Holandia | Eredivisie           | 20    | 4      |
| 1993/94 | Feyenoord        | Holandia | Eredivisie           | 19    | 0      |
| 1994/95 | Feyenoord        | Holandia | Eredivisie           | 17    | 0      |
| 1995/96 | Feyenoord        | Holandia | Eredivisie           | 1     | 0      |
| 1996/97 | Feyenoord        | Holandia | Eredivisie           | 7     | 0      |
| 1997/98 | Feyenoord        | Holandia | Eredivisie           | 7     | 0      |
| 1998/99 | Feyenoord        | Holandia | Eredivisie           | 0     | 0      |
|         |                  |          | Łącznie w Eredivisie | 248   | 30     |

## Kariera reprezentacyjna
W reprezentacji Holandii Fraser zadebiutował 6 września 1989 roku w zremisowanym 2:2 meczu z Danią. W 1990 roku Fraser był członkiem kadry Holandii, prowadzonej przez Thijsa Libregtsa na finały Mistrzostw świata we Włoszech. Tam zagrał w jednym grupowym meczu – zremisowanym 1:1 z Irlandią. Z Holandią doszedł do 1/8 finału, w której to „Oranje” przegrali 1:2 z późniejszymi mistrzami świata, RFN. Ogółem w reprezentacji Holandii Fraser wystąpił w 6 meczach i nie zdobył gola.

## Kariera trenerska
Po zakończeniu kariery piłkarskiej Fraser został trenerem. Jego pierwszą pracą była praca z młodzieżą w Feyenoordzie Rotterdam.

## Sukcesy
Zawodnicze
- Mistrzostwo Holandii: 1993 z Feyenoordem
- Puchar Holandii: 1991, 1992, 1994, 1995 z Feyenoordem
- Superpuchar Holandii: 1992
- Udział w MŚ: 1990

Trenerskie
- Puchar Holandii: 2017 z SBV Vitesse